# Gopan
『Gopan』（ゴパン）は、テレビ長崎で放送されていた情報番組である。
2002年4月1日に『できたてGopan』（できたてゴパン）と題して放送を開始。3度の改題を経て、2013年4月1日からは『Gopan』と題して放送されていたが、2014年3月21日放送分をもって終了し、12年間の歴史に幕を閉じた。
なお、本稿では『Gopan』を冠した以下の前身番組についても述べる。
- できたてGopan（できたてゴパン、2002年4月1日 - 2009年9月25日）
- 金よう夕Gopan（きんようゆうゴパン、2009年10月2日 - 2011年3月25日）
- 土よう朝!!Gopan（どようあさ!!ゴパン、2009年10月3日 - 2011年3月26日）
- 土よう!!ゴパン（どよう!!ゴパン、2011年4月2日 - 2011年9月24日）
- 生活てれび スーパーGopan（せいかつてれび スーパーゴパン、2011年4月12日 - 2013年3月22日）

## 概要
1995年から放送されていた夕方のローカル番組『テレビみゅーで』の後継番組として『できたてGopan』の放送を開始。放送開始から2007年3月28日までは16:55〜17:54、同年4月2日から同年9月28日までは1時間繰上げとなり、16:00〜16:55、そして、同年10月1日の番組の全面リニューアルで15:58〜16:53と2分速くなり、ハイビジョン製作となった。
2002年度は『KTNスーパーニュース』とコンプレックスのスタイルを取り、この間のニュース番組は『KTNスーパーニュースGopan』として放送していた。
2009年9月14日の放送で2年ぶりの全面リニューアルと時間枠の変更を行うことを発表。同年9月25日の放送で『できたてGopan』としての放送を終了し（ただし、テレビ欄には最終回を示す"終"マークは無かった）、前身の『テレビみゅーで』から約14年続いた夕方のローカル帯番組が一旦は廃止された。『できたてGopan』としての最後の放送となる2009年9月25日までに、1,859回放送された。
2009年10月に『できたてGopan』は週2回体制となり、金曜日の夕方に放送する『金よう夕Gopan』（16:24〜17:54）と土曜日の朝に放送する『土よう朝Gopan』（9:55〜11:20）に様変わりした。同局ではこの2番組をまとめて単に『Gopan』と指すこともある。なお、『できたてGopan』で放送されていた月曜日から木曜日には再放送ドラマ枠や韓国ドラマ枠（フジテレビで放送している『韓流α』の遅れネット）を放送していた。2010年10月から『金よう夕Gopan』の放送時間及び開始時刻が変更となり、16:55〜17:52となった。
2011年4月に2度目のリニューアルを実施し、『土よう朝Gopan』は同年4月2日から『土よう!!ゴパン』にタイトルを変更。『金よう夕Gopan』は同年4月12日より『生活てれび スーパーGopan』にリニューアルされた。なお、前日（4月11日）までフルネットを行っていた『スーパーニュース』の17時台は部分ネット（当日の『スーパーニュース』の放送内容により時間は異なるが、概ね17:07頃）に切り替え、『スーパーGopan』に内包される形で同年9月30日の放送まで継続された。その後、『土よう!!ゴパン』は同年9月24日放送分をもって終了となり、『スーパーGopan』も同年10月3日放送分より『スーパーニュース』の部分ネットが無くなり、以前の『できたてGopan』に近い全枠ローカル番組へ移行となり、約2年ぶりに夕方の帯ローカル番組を復活した。
2012年4月2日より放送開始時間が3分早くなり、16:50～17:54となった。
2013年4月1日に3度目のリニューアルを行い、『Gopan』にタイトルを変更。併せて、放送時間を15:55～16:50に変更した。16時台への放送時間変更は『金よう夕Gopan』の放送時間変更以来、約2年半ぶりとなった（同時に当番組の放送休止時の代替として臨時ネットを行っていた『スーパーニュース』の17時台ネットも約2年ぶりに再開した）。3度目のリニューアルでは「旬の月曜日」・「熟年の火曜日」・「個性の水曜日」・「みんなの木曜日」・「情報の金曜日」と曜日毎にこだわりのある内容となった。
そして、2014年3月21日の放送をもって『Gopan』が終了となり、『できたてGopan』から12年続いた『Gopan』の歴史に終止符が打たれた。

## 主な出演者
太字はKTNテレビ長崎アナウンサー（既に退職したアナウンサー・契約アナウンサーを含む）。テレビ長崎アナウンサーは殆どが制作部所属で、この番組の題名にちなみ「Gopan班」と呼称されている。
- 吉井誠　2002年4月〜2008年9月26日、2011年4月2日～2011年9月24日（2011年4月からの第2期は『土よう!!ゴパン』担当）、2013年4月1日～2014年3月21日
- 大村咲子　2009年3月30日〜2014年3月21日
- 小田久美子　2011年4月2日～2014年3月21日
- 中村愛 2012年5月～2014年3月21日
- 河内隆太郎（かわち家）
- 長崎亭キヨちゃんぽん（2013年4月より木曜日担当）

大村・小田・中村は契約社員アナウンサー。
河内はテレビ長崎の社員アナウンサーではなく専属タレントの扱いだが、ホームページではアナウンサーと同等に扱われている。

### 以前の出演者
- 菊池良子　2007年4月〜2010年3月27日
- 岡本和磨　2009年3月30日〜2010年3月27日
- 笠井由香里　2007年4月〜2009年3月27日
- 水島絵理　2007年4月〜2009年3月27日
- 川内清通（Fs Company）
- 矢内環　2007年10月1日〜2008年6月27日
- 山本耕一
- 松香央里
- 神野友美
- 楊奈都美
- 中川どっぺる
- 齋藤寛　2008年10月〜2009年9月25日
- 河波貴大　2009年11月12日〜
- 長岡千夏　2008年9月29日〜2011年3月26日
- 磯部翔　2009年10月2日〜2011年3月26日
- 春山恵理　2010年8月6日〜2011年3月26日
- 石山千華　2011年4月2日～2012年2月29日
- 本田舞　2011年10月3日～2012年9月21日
- 伊賀透浩　2011年4月12日～2013年3月22日（スーパーGopan担当、なお、番組内では「伊賀ゆきひろ」と名がひらがな表記だった）

磯部、長岡、本田、伊賀は一旦報道班配属後Gopan班に転属。その後再び報道に戻った。
笠井、水島、矢内、春山、石山は契約社員アナ

## コーナー一覧

### Gopan時代のコーナー
※☆印は『生活てれび スーパーGopan』から継続していたコーナー
- Gopan総選挙
- 旬の中継（月曜日）
- 毎日スマイル ララ友になろう!☆（月曜日）
- どっちね?（月曜日-木曜日）

当初は月曜日のみだったが、2013年8月からは木曜日が月曜日と同じアンケートゲームとしてコーナータイトルを統合、さらに、火曜日と水曜日は内容を保持したままコーナータイトル名が統合された。
- 女子力プラス（月曜日、不定期放送）
- かたれば（火曜日）
- 国保でホッ 健康のミナモト（火曜日）
- くらしのホッと安全安心（火曜日）
- 本とうね?（火曜日）
- ほんの掘り出し物（火曜日）
- 長崎の女医さん（火曜日）
- 昭和懐メロ雑学（火曜日、不定期放送）
- ヨジトク（水曜日）
- どっちとるね?（水曜日）
- 大原さんちの長崎ダイナミック（水曜日、不定期放送）
- みんなのスタジオ（木曜日、奇数週放送）
- みんなの食卓（木曜日、偶数週放送）
- 文化部ヤッホー（木曜日）
- キヨちゃんぽんのぶらり旅（木曜日）
- がんばらんばアスリート～国体への道（木曜日）
- シネマ情報（木曜日） ☆

『できたてGopan』から続く古参のコーナー
- どっちがTakka?（木曜日）
- キラメン対決（木曜日、不定期放送）
- レジャー&グルメ（金曜日）
- チンドンの安価BUY中継（金曜日）
- インフォナガサキ☆（金曜日）
- 夕方チャンス ハイ&ロー☆（金曜日）

『生活てれび スーパーGopan』では毎日放送していたが、番組リニューアルに伴ってゲームコーナーが日替わりとなったため、週1回のコーナーとなる
- 吉井誠 家を買う!?（金曜日、不定期放送）
- あちこちNET☆（不定期）
- コーセーきれいレッスン☆（不定期）

『土よう朝Gopan』から継続しているコーナー
- 知ってる?!わが町ジマン（不定期月曜日・テレビ西日本の『タマリバ』とのコラボ企画）

長崎とは2013年9月2日まで（鹿児島とは9日まで）行われた。タマリバが9月で終了することに伴いコーナー終了。

### 生活てれび スーパーGopan・土よう!!ゴパン時代のコーナー
☆印は『できたてGopan』から継続していたコーナー
生活てれび スーパーGopan
- HotほっとGopanニュース
- Gopan調査隊
- 奥様の本音 ※2011年10月のコーナー開始時は「昼休みの本音」だった
- この人に聞きたい（月曜日）
- ワンダフルLIFE（月曜日）
- 石山の好奇心→OH!好奇心（火曜日）
- つい欲しくなる一品（火曜日）
- カメラ女子が行く（火曜日・不定期）※「土よう!!ゴパン」から継続
- 浦さんのくいしんぼ（火曜日）※「県北情報局」放送時は休止
- 県北情報局（火曜日・月1回）※2012年4月より月曜日から移動し、月1回のコーナーとなる
- 路地裏の風景（水曜日・不定期）
- こんやも居酒屋（水曜日・不定期）
- GoGo直売所（水曜日・不定期）
- 料理の基本 教えてクッキング（水曜日・不定期）
- 昔にタイムスリップ（木曜日）
- かんたん料理（木曜日）
- 解決!Gopanキッチン（木曜日）
- ○○なう（金曜日）

土よう!!ゴパン
- アルクザルクの長崎ギョギョギョッ!
- マッスル道場
- Enjoy!ブンカツ（不定期）
- 庭師の夢（不定期） ※「土よう朝Gopan」から継続
- アミュトレンド☆
- 生電話1万円商品券クイズ☆
- マザー・ローリーの週末占い ※「土よう朝Gopan」から継続

### 金よう夕Gopan・土よう朝Gopan時代のコーナー
金よう夕Gopan
- がんばります！中継
- きんよう特集
- ぐるぐるグルメ
- みんなdeごはん
- チンドンかわち家お買い得中継☆ ※週により『土よう朝Gopan』で放送する場合がある
- 特撰!情報BOX☆
- 早出し!!スーパーニュース
- ビバ!スポーツ☆ ※週により『土よう朝Gopan』で放送する場合がある
- 山口浩のおしゃれサロン
- ながさき浪漫人（ろまんびと）☆

土よう朝Gopan
- 県内縦断!ながさき丸かじり
- ながさきまとめて1週間
- 悠々たびグルメ
- カフェ気分。
- 塾女
- 週末中継
- レッツエンジョイ!ゴルフライフ
- アミュチェン

### できたてGopan時代のコーナー
- 今日は何の日?
- 情報BOXひらけ〜ごま
- 5時からニュース
- いきあたりばっ旅
- ココドコ探検隊
- 1歳おめでとう中継
- リズムで遊ぼ〜 らんらんランド
- 電波ゲット大作戦
- Gopanでごはん
- 幸せ! 結婚計画
- Gopan体操
- 迎さんのストレッチですよ
- ながさきマガジン
- 野田にきくのだ
- 長崎10選
- 木曜特選もくせん
- 元気いっぱい! 長崎ひと物語
- Gopanキッチン
- 解決! どっぺる探偵団
- チンドンど〜んと安くして!
- スーパーお得にゲットだポン
- 火曜クリニック
- 健康づくりさまサンバ
- 長崎発見! なるほど歴史塾
- お買い得中継
- こころの種
- チーム長崎企画
- お買い得中継
- お楽しみ中継
- Let’sクッキンgoo
- フリハイ報告
- どっぺるのランキングでGo!!
- ながさき車窓の旅
- Gopanライブ
- 旅たび食べある記
- 日々診断!Dr.斎藤のちょっとコラム
- ごぱん食堂
- 投稿文壇
- まちかど伝言板
- クイズあの町この町
- まちかど伝言板&とみさんの似顔絵でにっこり
- OKAZクッキング
- 興味津々 確かめさせていただきます
- 飛び出すGopan中継
- くらしの知恵蔵
- いただきます!技ありクッキング
- イチオシ!

## 補足
- 『できたてGopan』が開始した当初は文字通り17時台のローカルワイドとして放送されてきたが、『スーパーニュース』5時台のネットのため、16時台に移行してからも番組タイトルは差し替えられていなかった。なお、16時台移行後の番組宣伝CMでは「15時58分スタート」というテロップが表示されていた。
- タイトルロゴは過去に2回変更を受けており、1回目は16時代への移行に伴い、"Gopan"の上にあった"5ぱん"の表記がなくなった。2007年10月の全面リニューアルで2回目のタイトルロゴ変更を行った。番組中や宣伝CMに流れるテーマソングもこの全面リニューアルを機に変更されている。『金よう夕Gopan』では『できたてGopan』のテーマ曲を継続使用されたが、『土よう朝Gopan』では長崎県出身のフリーウェイハイハイが書き下ろしたテーマ曲に変更された。2011年4月の全面リニューアルでは『生活てれび スーパーGopan』は『FNNスーパーニュース』の7代目のテーマ曲を使用、『土よう!!ゴパン』もテーマ曲を変更した。なお、『生活てれび スーパーGopan』その後、同年10月・2012年10月と2回テーマ曲を変更している。
- 『できたてGopan』では16時台に特別番組が放送される場合、番組の放送は1時間繰り下げられ、『スーパーニュース』の17時台が放送されない日があった。『金よう夕Gopan』では放送時間の関係上、『スーパーニュース』の17時台は放送されなかった。なお、『金よう夕Gopan』は放送スケジュールによって変更される場合があり、16時台に特別番組が組み込まれる場合は開始時刻が16:53に繰り下げ、重大ニュースで『スーパーニュース』が16:53より放送開始する場合は29分の短縮版となる。また、2010年7月16日放送分は開始時刻が9分繰り上げられた（16:15〜17:54）。なお、前述の放送時間変更に伴い、2010年10月1日放送分から金曜日の『スーパーニュース』17時台の放送が再開された。『Gopan』にリニューアルした2013年4月以降も、16時台に特別番組が放送される場合は放送時間が1時間繰り下がり、16:50～17:54の放送となる。この場合は以前の『できたてGopan』の場合と同じように、当日の『スーパーニュース』の17時台の放送は休止となる。
- 番組本編以外にも『Gopan』を冠したいくつかの派生番組があり、以前、『できたてGopan』本編の内容を再編集したミニ番組『朝Gopan（あさごぱん）』を日曜日の朝に放送。その後、2008年4月に同コンセプトを引き継ぐ『Gopan de ナイト』として日曜日の深夜に月1回放送していた。さらに、2011年4月からは『土よう!!ゴパン』の本編終了後に5分間のミニ番組『ゴパン+α（ゴパン プラスアルファ）』を番組終了まで放送していた。『Gopan』にリニューアルした2013年4月から『朝Gopan』が復活。内容は当日の『Gopan』本編の紹介が中心となり、放送日は月曜日～木曜日の週4回、放送時間も9:50～10:06の16分間に拡大したが、同年7月をもって終了した。
- 2009年10月3日の『土よう朝Gopan』の初回放送の中継で長崎国際テレビのローカル番組『ひるじげドン』の石本愛が番組宣伝を兼ねて出演し、テレビ局の垣根を越えたコラボレーションが実現した。なお、『土よう朝Gopan』と『ひるじげドン』は同じ土曜日に放送されているが、『土よう朝Gopan』の終了時刻と『ひるじげドン』の開始時刻には15分の開きがあるため、放送時間における両番組の競合はなかった。
- 2010年3月にミス日本の歴代受賞者2名がプロモーションの一環でスタジオに訪れた。これは同年7月に開催の「KTS海フェスタ」というイベントにミス日本が参加することを受けて取り上げたもので、同年度の「ミス海の日」と2009年の準ミス日本受賞者が長崎くんちのコスチュームで来訪し、このイベントのアピールをしたほか、2007年の準ミス日本を受賞した大村を激励。3人そろって当時のタスキをつけて出演した。[3]なお大村はその2年後の2012年に放送されたカスペ!「日本全国アナウンサー歌うま№1決定戦スペシャル」（FNS27時間テレビのPR特番）にも出演した時、「ミス日本出身アナウンサー」として紹介され、さらに27時間テレビ本番の7月21日のKTNからの代表アナウンサー発表の時にも、当時のタスキ・ティアラを着用して出演した。[4]
- 2010年からは高校総体長崎県大会の結果を中心とした特別番組『高総体Gopan』を2013年まで放送していた。2010年は新政権の組閣日と重なった為、当初の予定から1日順延して6月9日に15:58～17:54の特別編成で放送、2011年は6月7日に『生活てれび スーパーGopan』の時間帯で放送（通常は番組前半に放送される『スーパーニュース』17時台の放送を休止したため、当日の『スーパーニュース』は番組冒頭に本来は表示されていない『スーパーニュース』のロゴ（ただし、1つ前の旧ロゴ）が表示された）、2012年は6月5日に、2013年は6月4日に15:55～17:54の特別編成で放送した。なお、2010年と2013年に関しては『高総体Gopan』放送当日の『スーパーニュース』は17時台ネットを休止し、全国ニュースからの放送となった。
- 2010年10月1日の『金よう夕Gopan』では宮崎県で発生した口蹄疫終息宣言をうけて九州FNS系列局のローカル番組行脚を行っているテレビ宮崎の「UMKスーパーサタデーJAGA2天国」の出演者が宮崎県のPRをかねて出演した。
- 三洋電機（現在はパナソニックが発売）のホームベーカリー（ライスブレッドクッカー）『GOPAN』と名前が似ているが関連性はない。ただし、名前が似ていたことが縁で番組内で取り上げたことがあった。
- 2011年3月11日・12日は『金よう夕Gopan』の放送直前に発生した東北地方太平洋沖地震（東日本大震災）関連の報道特番のため休止となったが、その翌週の放送（3月18日・19日）から番組は再開された。なお、『金よう夕Gopan』は『スーパーニュース』の時間拡大のため、3月18日は15:00〜16:00、3月25日は拡大版として14:35〜16:00の変則時程となった。
- 前述の通り『生活てれび スーパーGopan』は2011年9月30日まで17時台の『スーパーニュース』を内包していたが、全国ニュース開始時、フジテレビ発の『スーパーニュース』のオープニング映像・BGMに『生活てれび スーパーGopan』を表示する専用仕様となっている。また、開始時刻は16:52が基本で、『スーパーニュース』開始前に当日の簡単なタイムテーブルなどを紹介する1分間のオープニングが設けられているが、16時台の再放送ドラマ枠によっては、開始時刻を16:53に変更し、オープニングを省いてすぐに『スーパーニュース』の放映を開始する日があった。この場合は番組冒頭、お天気ループが表示される位置に2行の水色で『県内のニュースはこのあと5時7分頃からお伝えします』のテロップが表示されていた。
- 完全ローカル番組に移行後も1週間の番組休止期間を利用してフジテレビ発の『スーパーニュース』の17時台のフルネットが行われ、2011年は8月29日～9月2日、2012年は9月24日～9月28日に行われた。
- 2011年10月3日の放送より番組の終了時間を30秒早め（17:53:30）、早めた時間を当日の『KTNスーパーニュース』の内容を伝えるヘッドラインに割り当てた（ヘッドラインが番組開始前となっているのは、『スーパーニュース』の18時台ヘッドラインが同年3月10日をもって終了しているためである）。このヘッドラインは2012年3月30日の放送をもって一旦終了したが、2013年4月1日の番組リニューアルより放送を再開している。
- 2012年4月30日の放送では「ゴールデンな2時間わくわくスペシャル」と題し、アミュプラザ長崎にて15:55から2時間の公開生放送を行った。
- 2013年4月29日の放送では九州地方のFNS系列局であるテレビ西日本が『Gopan』と同時間帯に放送しているローカル番組『タマリバ』との合同企画として、両局同時生放送を行った。このコーナーに関してはテロップ類やCM前のジングルは『Gopan』放送中でも『タマリバ』側に揃えられている。当初は月1回のペースだったが、同年6月以降は月2回のペースに増やし『タマリバ』が放送終了する同年9月まで継続された。なお、同年4月～6月はテーマを設けてどちらの県に行きたいかを争う対決形式で行っていたが、同年7月～同年9月は各県ならではの「わが街自慢」をテーマにした相乗り形式となっている。
- 2013年9月16日の放送では『もしもツアーズ』放送に伴い、25分（15:55~16:20）の短縮版で放送された。
- 2013年10月からは番組公式ページの専用フォームやTwitterを利用してつぶやき、番組放送中にリアルタイムでつぶやきの内容を紹介する「ごぱんつぶ」が導入された。
- 2013年11月4日の放送ではエフエム長崎の『Lai Lai ～来来～』とのコラボレーションで『Gopan×Lai Lai キラキラSP』と題してハウステンボスからの全編生放送を行い、通常の『Gopan』MC陣と長崎亭キヨちゃんぽんに加え、同番組のMCを務める風間みなみが出演した。なお、当日はエフエム長崎の『Lai Lai ～来来～』も『Gopan』とのコラボレーションで同じ場所からの全編生放送を行い、1時間55分の拡大版として放送された。
- 前述のとおり、『Gopan』は2014年3月21日をもって放送終了となったが、大村を除く『Gopan』MC陣および河内・長崎亭キヨちゃんぽんは後継番組である『ヨジマル!』に引き続き出演する。なお大村はこの番組終了とともに製作部を離れ、報道部（記者・ニュースデスク職）へ異動している。